# 아프로디토스

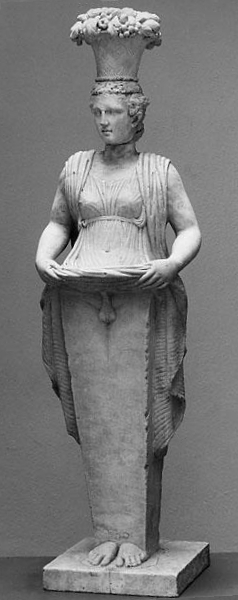

아프로디토스는 고대 키프로스에서 숭배되기 시작한 남자 아프로디테이다. 헤르마프로디토스와 동일시되기도 한다.